# Route nationale 687
Pour les articles homonymes, voir Route 687.
La route nationale 687, ou RN 687, est une ancienne route nationale française reliant Saint-Pourçain-sur-Sioule à Tauves via Saint-Gervais-d'Auvergne, Pontaumur et Bourg-Lastic.

## Histoire
La loi du 16 avril 1930 autorise le classement de 40 000 km de routes départementales et communales dans le domaine routier national. L'itinéraire de Saint-Pourçain-sur-Sioule à Tauves par Pontaumur à classer est constitué :
- dans le département de l'Allier, du chemin de grande communication (Gc) no 8 « entre la route nationale no 9 et la limite du département du Puy-de-Dôme »[1] ;
- dans le département du Puy-de-Dôme[2] :
  - du Gc no 9 « entre la limite du département de l'Allier et la route nationale no 143 »,
  - du Gc no 9 « entre la route nationale no 143 et le chemin de grande communication no 6 »,
  - du Gc no 6 « entre le chemin de grande communication no 6 et la route nationale no 141 » (à Pontaumur),
  - du Gc no 9 « entre la route nationale no 143 et le chemin de grande communication no 4 »,
  - du Gc no 4 « entre le chemin de grande communication no 9 et ce même chemin »,
  - du Gc no 9 « entre le chemin de grande communication no 6 et la route nationale no 89 » (à Bourg-Lastic),
  - du Gc no 9 « entre la route nationale no 89 et la route nationale no 122 » (à Tauves).

Le classement est effectif à compter du 1er janvier 1932 dans les deux départements.
Une circulaire du 8 septembre 1933, publiée dans le Journal officiel de la République française le 14 septembre, définit la route nationale 687 comme la route « de Saint-Pourçain-sur-Sioule à Tauves par Saint-Gervais-d'Auvergne ».
La réforme de 1972 entraîne le déclassement de l'intégralité de la route dans les départements de l'Allier et du Puy-de-Dôme. Elle devient la RD 987.

## Tracé
L'ancienne route nationale 687 traverse la Limagne bourbonnaise et le pays des Combrailles.

### Communes desservies
- Saint-Pourçain-sur-Sioule
- Les Brosses, commune de Saint-Pourçain-sur-Sioule
- Montord
- Chareil-Cintrat
- Blanzat, communes de Chareil-Cintrat et de Fleuriel
- Fourilles
- Chantelle
- Gizat, commune de Chantelle
- Chezelle
- Jallards, commune de Chezelle
- Passage sous l’A71
- Bellenaves
- La Charrière, commune de Bellenaves
- La Croix des Bois, commune de Lalizolle
- La Bosse (altitude 720 m), communes d'Échassières et de Lalizolle
- Les Penots, commune de Servant
- La Baraque, commune de Servant
- Les Berthons, commune de Moureuille
- La Lubière, commune de Moureuille
- Les Beauforts, commune de Neuf-Église
- Les Ayes, commune de Teilhet
- Teilhet
- Le Vernet, commune de Sainte-Christine
- Les Abouranges, commune de Sainte-Christine
- Saint-Gervais-d'Auvergne
- Saint-Priest-des-Champs
- Les Chaussades, commune de Saint-Priest-des-Champs
- La Chomette, commune de Saint-Priest-des-Champs
- Le Poirier, commune de Miremont
- Tingaud, commune de Miremont
- Grégottier, commune de Miremont
- Laschamps, commune de Landogne
- Pontaumur
- Le Montaurier, commune de Combrailles
- Chapuzat, commune de Combrailles
- Fratanges, commune de Puy-Saint-Gulmier
- La Croix, commune de Puy-Saint-Gulmier
- Sauvagnat
- Herment
- Chadeaux, commune de Saint-Germain-près-Herment
- Lastic
- Bourg-Lastic
- Avèze
- Grange, commune de Tauves
- Tauves où elle rencontrait la RN 122